# Youri Tsapenko
Youri Yakovlevitch Tsapenko (en russe : Юрий Яковлевич Цапенко), né le 25 juillet 1938 à Alma-Ata (RSS kazakhe) et mort le 22 juillet 2012 dans la même ville, est un gymnaste artistique soviétique.

## Palmarès

### Jeux olympiques
- Tokyo 1964
  -  médaille d'argent au concours par équipes
  -  médaille de bronze au cheval d'arçons